# Карл Фридрих Шинкел
Карл Фридрих Шинкел (Нојрупин, 13. март 1781 — Берлин, 9. октобар 1841), био је пруски романтички архитекта, урбаниста и сликар који је такође дизајнирао намештај и позоришну сценографију. Шинкел је био најистакнутији представник неокласицизма и неоготике у немачкој архитектури.

## Биографија
Шинкел је рођен у Нојрупину у пруској грофовији Бранденбург. Оца је изгубио као шестогодишњак у градском пожару. Он је постао ученик архитекте Фридриха Гилија (1772–1800) (њих двоје су постали блиски пријатељи) и његовог оца Дејвида Гилија у Берлину. У то време, архитектонски укус Пруске је обликован у неокласичном стилу, углавном од стране Карла Готарда Лангханса, архитекте Бранденбуршке капије у Берлину.
Након студијског пута у Италију 1805. године почео је да зарађује као сликар. Године 1816, уредио је сцену за Моцартову оперу Чаробна фрула; Упознавши сликарство Каспара Давида Фридриха 1810. године у Берлину одлучио је да се посвети архитектури. Након Наполеоновог пораза, Шинкел је надгледао Пруску комисију за изградњу, где је утицао на обликовање, тада још увек неугледног Берлина, али и друге пројектеa. Он је такође надгледао пројекте на проширеним пруским територијама од Рајнске области на западу до Кенигсберга на истоку, као што је Нову Алштадтску цркву.
Од 1808. до 1817. године Шинкел је обновио Дворац Розенау у Кобургу, у новом неоготичком стилу.
Шинкелов стил у архитектури је више инспирисан старогрчком, него староримском архитектуром. Због тога се сматра творцем старогрчког истористичког стила. Његове најславније грађевине су већином у Берлину, као: Ноје Вахе (1816—1818), Концертна дворана у Берлину (1819—1821) и Стари музеј у Берлину, (1823—1830).
Касније се потпуно удаљио од неокласицизма и посветио неоготичкој обнови, што се види на његовој цркви Фридрихвердер (1824—1831). Шинкелова Бауакадемија (1832—1836), његова нојиновативнија грађевина, надишла је историцистичке конвенције и ушла у сферу „модернистичке“ архитектуре чистих линија, која ће постати доминантна у Немачкој тек почетком 20. века.
Нажалост, није успео да оствари свој потенцијал до краја, представљен бројним скицама, што због француске окупације, што због своје преране смрти.

## Комеморација
Његов портрет се налазио на новчаници од 1.000 рајхсмарки коју је издала Рајхсбанка од 1936. до 1945. године. Штампање је престало 1945, али је новчаница остала у оптицају до издавања немачке марке 21. јуна 1948. године.

## Стил
Шинкелов стил, у његовом најпродуктивнијем периоду, дефинисан је окретањем грчкој, а не царској римској архитектури, покушајем да се окрене од стила који је био везан за недавне француске окупаторе. (Дакле, он је запажени заговорник грчког препорода.) Веровао је да зграда мора да садржи елементе поетског и прошлости, да би се избегла стерилност и да би имала душу.
Његове најпознатије постојеће зграде налазе се у Берлину и околини. То укључује Неје Вахе (1816–1818), Национални споменик за ослободилачке ратове (1818–1821), Концертна дворана (1819–1821) на Жандарменмаркту, која је заменила раније позориште које је уништено у пожару 1817, и Стари музеј на Музејском острву (1823–1830). Такође је извршио побољшања Престолонаследникове палате и дворца Шарлотенбург. Шинкел је такође био одговоран за унутрашње уређење бројних приватних берлинских резиденција. Иако су саме зграде одавно уништене, делови степеништа из куће Вајдингер су успели да буду спашени и уграђени у Николајхаус на Brüderstr. и његова формална трпезарија у Палати Фестунгсграбен.
Између 1825–1827, сарађивао је са Карлом Теодором Отмером на дизајну Берлинска певачка академија за Синг-Академију у Берлину. Од 1952, године познат је као Позориште Максима Горког.
Касније се Шинкел у потпуности удаљио од класицизма, пригрливши неоготику у својој цркви Фридрихсвердер (1824–1831). Шинкелова Грађевинска академија (1832–1836), његова најиновативнија зграда, избегавала је историјске конвенције и чинило се да указује на пут ка чистој „модернистичкој“ архитектури која ће постати истакнута у Немачкој тек почетком 20. века.
Шинкел је, међутим, познат колико по свом теоријском раду и својим архитектонским нацртима, тако и по релативно малом броју зграда које су стварно изведене по његовим нацртима. Неке од његових заслуга најбоље се показују у његовим неизвршеним плановима за претварање атинског Акропоља у краљевску палату за нову Краљевину Грчку и за подизање палате Оријанда на Криму. Ови и други нацрти могу се проучавати у његовој Збирци архитектонских пројеката (1820–1837) и његовим Делима више архитектуре (1840–1842; 1845–1846). Такође је дизајнирао чувену медаљу Гвоздени крст Пруске и касније Немачке.
Спекулисало се, међутим, да је због тешких политичких околности – француске окупације и зависности од пруског краља – и његове релативно ране смрти, која га је спречила да доживи експлозивну немачку индустријализацију у другој половини 19. века није био у стању да испуни истински потенцијал који је показао својим скицама.

## Слике
- Скује Карла Фридриха Шинкела
- Готичка катедрала поред реке, 1813
- Поглед на Мон Блан, 1813
- Јутро, 1813
- Сцена Карла Фридриха Шинкела за Моцартову Чаробну фрулу, 1815.
- Средњовековни град на реци, 1815
- Камени лук, 1818
- Уран и звездани плес, 1834
- Кристијан Петер Вилхелм Беут, 1837 (Алегорија индустријске обнове Пруске)

## Зграде
- Избор дела Карла Фридриха Шинкела
- Концертна зграда, Берлин[14]
- Стари музеј[15][16][17]
- Фридрихсвердерска црква[18][19][20]
- Потсдамска црква Светог Николаја[21][22][23]
- Капела Александра Невског, Петерхоф, Русија[24][25][26]
- Берлински „Стари музеј“
- Црква у берлинском кварту Вединг
- Шинкелов „Концертхаус“ у Берлину
- Гроб Карла Фридриха Шинкела